# Yukarıkeçili, Kozan
Yukarıkeçili là một xã thuộc huyện Kozan, tỉnh Adana, Thổ Nhĩ Kỳ. Dân số thời điểm năm 2009 là 402 người.